# Василий Агапкин
Василий Иванович Агапкин (22 януари (3 февруари) 1884, село Шанчерово, Рязанска губерния, Русия – 29 октомври 1964, Москва) – руски и съветски военен диригент и композитор, полковник от съветската армия.
Става известен като автор на музиката към легендарния марш Прощаването на славянката. Дирижира военен оркестър по време на известния парад на Червения площад на 7 ноември 1941 г. и участва в Парада на победата на 24 юни 1945 г.

## Биография

### Детство
Роден на 22 януари (3 февруари) 1884 г. в село Шанчерово, Михайловски район, Рязанска губерния (сега Михайловски район, Рязанска област) в бедно селско семейство. Бащата на Василий, Иван Юстинович, скоро се премества в Астраханкъдето е работил като товарач. Година след раждането на сина му майката на Василий почина и баща му се ожени втори път – за Анна Матвеевна, перачка от пристанището на Астрахан. Въпреки това, когато Василий е на 10 години, баща му също почива: той се пренапрегва в тежка работа. Анна Матвеевна, която получава копейки за работата си, разбира, че ще има достатъчно пари, за да изхрани малкия си син Иван, и затова е принудена да изпрати Василий и двете си дъщери да просят.
Василий оцелява благодарение на милостинята на добри хора. Веднъж чул военен духов оркестър на улицата, той се втурнал към музикантите и скоро бил зачислен като ученик в оркестъра на 308-и резервен Царевски батальон: момчето се оказало с идеално ухо за музика. До 14-годишна възраст той става най-добрият корнет солист на полка; в бъдеще целият му живот е свързан с военни оркестри.

### Тамбовски период
През 1906 г. е повикан на военна служба в 16-ти Тверски драгунски полк, разположен близо до Тифлис. През декември 1909 г., в края на службата си, Агапкин се озовава в Тамбов.
Там на 12 януари 1910 г. постъпва на дългогодишна служба като щабен тръбач в 7-ми резервен конен полк, жени се и от есента на 1911 г., без прекъсване на службата, започва да учи в духовия клас на Тамбовския музикален колеж; класът се ръководи от учителя Федор Михайлович Кадичев. Живее на улица Гимнастическая.
През октомври 1912 г. започва Първата балканска война. Под влияние на това събитие и по повод заминаването на руските доброволци на Балканите, Агапкин, докато е в Тамбов, написва музиката за марша „Сбогом на славянката“, който много бързо става популярен. В Тамбов има мемориална плоча в чест на това събитие.
Според друга версия, мелодията на марша е написана в град Гюмри в Армения, където е служил Агапкин. По това време започва подемът на националноосвободителното движение в България, с което е свързан походът „Прощаване на славянката“.
Според музикалните фигури В. И. Тутунов и Н. И. Губин, Агапкин „написва марша, използвайки образния и интонационен материал на патриотичните произведения на Бетовен и Чайковски“. Някои музиколози смятат, че Агапкин е взел за основа старата народна песен от Руско-японската война от 1904 – 1905 г., запазена сред войниците, „Ах, защо ни обръснаха на войници, прогониха в Далечния изток?“ и го обработих. Благодарение на закачливата мелодия, тя бързо се разпространи.
Според широко разпространената версия Агапкин показал нотите на своето произведение на капелмайстора на полка Милов. Посочвайки някои грапавини и показвайки как най-добре да ги поправи, той го посъветвал да занесе музиката в Симферопол, където живее известният по това време Яков Йосифович Богорад, капелмайстор в 51-ви литовски пехотен полк, който също ръководи музикална издателска дейност. Богорад помага да се запише клавирът и оркестрира марша, а също така излезе с името – „Сбогом на славянката“. Славянка е малка река, която тече през територията на Симферопол. На бреговете му са построени военни казарми, които от 1880 г. са заети от 51-ви литовски пехотен полк, разположен в Симферопол.
Първите сто копия от ноти са отпечатани в печатницата в Симферопол. На корицата на това първо издание е изобразено: млада жена се сбогува с воин, в далечината се виждат Стара планина и отряд войници. И надписът: „Прощаване на славянина“ – последният поход към събитията на Балканите. Посвещава се на всички славянки. Работата на Агапкин. За първи път новият марш е изпълнен публично през есента на 1912 г. в Тамбов на строевия преглед на 7-ми резервен конен полк (сега е химн на Тамбов).
В една от следвоенните си автобиографии самият Василий Агапкин отбелязва: „ Маршът „Сбогом на славянина“ е написан от мен в навечерието на Първата световна война под влияние на предишни събития на Балканите, когато Турция агресивно атакува мирните балкански държави ...“ [ 5 ]
След Октомврийската революция Василий Агапкин се присъединява доброволно към Червената армия през 1918 г. и организира духов оркестър в 1-ви Червен хусарски полк. През 1920 г. се завръща в Тамбов ; ръководи музикалното студио и оркестъра на войските на ГПУ.
На 5 август 1922 г. Агапкин и неговият оркестър изнасят прощален концерт в Тамбов, след което се преместват в Москва.

### Московски период
През януари 1924 г. оркестърът на Агапкин участва в траурната церемония по време на погребението на В. И. Ленин. През 1928 г. Агапкин организира духов оркестър от бездомни деца; за много от тях това е началото на професионална кариера като музиканти. През 30-те години ръководи оркестъра на Висшето училище на НКВД на СССР, с който прави редица записи.
В началото на Великата отечествена война Агапкин е назначен за старши капелмайстор на отделна мотострелкова дивизия на името на Дзержински от войските на НКВД със звание военен интендант от 1-ви ранг. На 7 ноември 1941 г. на известния парад на Червения площад в Москва Агапкин дирижира сборния оркестър. В мразовитото утро, докато войските маршируват по площада, подметките на ботушите на Василий Иванович замръзват за паветата. Случва се така, че оркестърът отстъпва встрани, освобождавайки място за механизираната колона, но Агапкин не успява. Той стои така, докато някой як войник, вече с оглед на наближаването на колоните, не се затичва към него и, като го откъсва от паветата, го отнеася.
На 24 юни 1945 г. на Парада на победата оркестърът на Агапкин също е част от сборния оркестър.
След края на Великата отечествена война Василий Иванович Агапкин живее в град Хотьково, Московска област. Къщата, в която е живял в Хотьково, е запазена: тя се намира на улица Береговая, срещу музея Абрамцево, от другата страна на река Воря.
В. И. Агапкин се пенсионира на 72 години с чин полковник.
Съпруга – Олга (родена Матюнина). Син – Борис Василиевич Агапкин. Дъщеря – Аза Василиевна Свердлова (1922 – 2017), внуци – Юрий Свердлов, Владимир Шишкин. Правнук – Александър Владимирович Шишкин.
Съпруга – Людмила Владимировна (родена Кудрявцева). Син – Игор Василиевич Агапкин (роден 1940 г.), внуци: Светлана Климова, Олга Агапкина.
Василий Иванович Агапкин умира на 29 октомври 1964 г. и е погребан на Ваганковското гробище (34 единици).